# Francisco Martínez García
Francisco Martínez García (Molina de Segura, 28 de octubre de 1889-Tribaldos (Cuenca), 5 de agosto de 1936) fue un abogado, periodista y político español que desempeñó los cargos de director del periódico La Verdad desde 1919 hasta 1931 y la alcaldía de Murcia (1926-1928).

## Biografía
Nació el 28 de octubre de 1889 en Molina de Segura (Murcia) en el seno de una familia tradicional y profundamente cristiana. Estudió bachillerato con los Padres Agustinos de Uclés (Cuenca) y obtuvo en Madrid las licenciaturas de Derecho y Filosofía y Letras. En 1919 contrajo matrimonio con Carmen Morillas Quintero, de cuya unión nacieron cinco hijas. 
Fue periodista llegando a dirigir el periódico La Verdad de Murcia, y ejerció como abogado, dedicándose especialmente a la defensa de pleitos de las clases populares. 
En febrero de 1924 fue nombrado catedrático de Filosofía y Derecho del Instituto de Orense, cargo en el que permaneció pocos meses. Profesor de Derecho en la Universidad de Murcia, es nombrado alcalde de la ciudad, tomando posesión de la alcaldía el 23 de marzo de 1926. Cesó en el cargo por orden del gobernador civil de la Provincia el 23 de febrero de 1928. 
Como reparación se le concedió la gran cruz de la Orden del Mérito Civil, por Real Decreto de 29 de agosto de 1928. Durante su mandato acometió las reformas urbanas ya proyectadas con anterioridad, las más ambiciosas emprendidas en Murcia, que en esa época carecía de red de agua y alcantarillado. Para ello fue necesario recurrir a una operación de préstamo que algunos políticos le criticaron. Para defenderse de las críticas, en 1930 escribió un grueso libro en el que da explicación detallada de toda su gestión, A la hora de las responsabilidades. Las reformas urbanas de Murcia. En torno a una gestión municipal y en defensa del propio prestigio. Durante su época al frente de la alcaldía fue secretario del ayuntamiento Juan Guerrero Ruiz. En el periódico le sustituyó como director interino José Ballester Nicolás.
Su vida profesional y personal estuvo marcada por su activismo católico. Según su hija María Francisca, «estudió a fondo los programas de los partidos y se decidió por la Comunión Tradicionalista». En 1934 fue nombrado jefe regional de esta agrupación política en las provincias de Murcia y Albacete. Pronto reestructuró el carlismo en la región, constituyéndose Juntas Comarcales en casi todas las comarcas.
Los inicios de la Guerra Civil Española le sorprenden en sus vacaciones en Tribaldos (Cuenca) de donde era su mujer y allí es detenido por milicianos, siendo fusilado al atardecer del 5 de agosto de 1936.
Su causa de canonización fue promovida inicialmente por el cardenal primado y arzobispo de Toledo, monseñor Antonio Cañizares Llovera y, posteriormente, trasladada a la de Cartagena, donde monseñor José Manuel Lorca Planes, clausuró la fase diocesana de la causa, junto a la de otros mártires murcianos, el 1 de diciembre de 2012. Desde dicha fecha la causa está en fase romana.